# Syngamia praeformatalis
Syngamia praeformatalis là một loài bướm đêm trong họ Crambidae.